# Gelanor juruti
Espèce
Gelanor juruti est une espèce d'araignées aranéomorphes de la famille des Mimetidae.

## Distribution
Cette espèce se rencontre au Brésil, au Venezuela et au Guyana.

## Description
Le mâle holotype mesure 4,12 mm et la femelle paratype 4,03 mm.

## Étymologie
Son nom d'espèce lui a été donné en référence au lieu de sa découverte, Juruti.

## Publication originale
- Benavides & Hormiga, 2016 : Taxonomic revision of the Neotropical pirate spiders of the genus Gelanor Thorell, 1869 (Araneae, Mimetidae) with the description of five new species. Zootaxa, no 4046(1), p. 1-72.